# Cynomys parvidens
Espèce
Statut de conservation UICN

 EN B1ab(i,ii,iii,v)c(iv)+2ab(i,ii,iii,v)c(iv) : En danger
Le chien de prairie de l'Utah (Cynomys parvidens) est une espèce de rongeur du genre Cynomys.

## Répartition et habitat

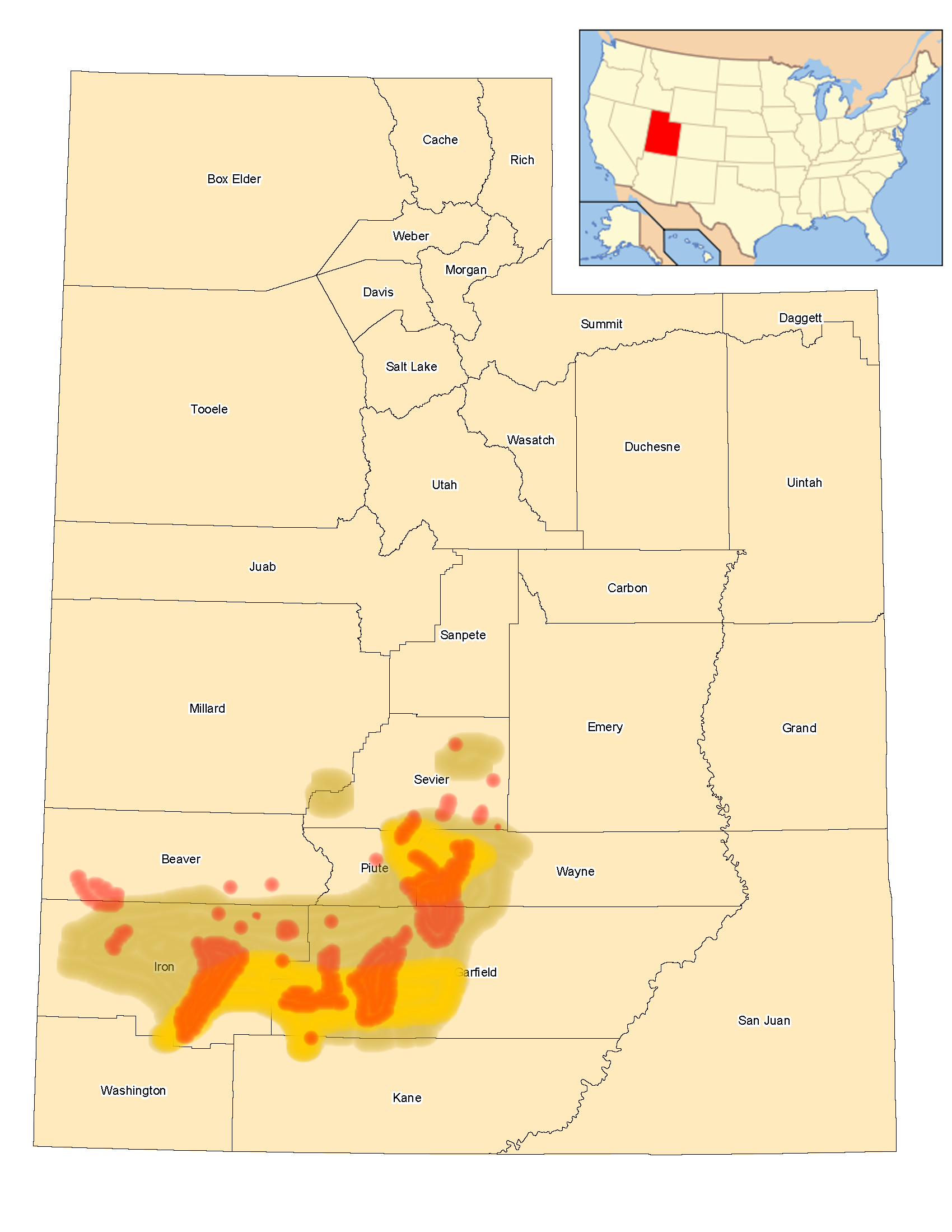
Ère de répartition des chiens de prairie de l'Utah. 1920 (ocre), 1970 (jaune), 1991 (rouge)

Il vit uniquement en Utah aux États-Unis. On le trouve dans les prairies et les vallées de montagnes.